# Galeana (Nuevo León)
Galeana es una población mexicana del estado de Nuevo León, localizada al sur del estado y cabecera del municipio del mismo nombre.
Galeana fue el lugar de nacimiento de Mariano Escobedo, general republicano, héroe de la guerra de Reforma y de la Intervención Francesa. Nació el 16 de enero de 1826, ahí recibió la educación elemental y se dedicó a la agricultura.

## Ubicación
Galeana se encuentra a 198.5 km de Monterrey. Se toma la autopista número 85 hasta Linares, luego la carretera federal número 58 hasta la Y de Galeana, finalmente la carretera estatal número 32. Aproximadamente tres horas y quince minutos de trayecto.

## Historia
Martín Zavala, colonizador del Nuevo Reino de León, encomendó al general Fernando Sánchez de Zamora de la fundación de esta tierra con el motivo de la explotación de sus recursos agrícolas. En el año de 1678 fundó el valle de San Pablo de los Labradores. Los primeros años fue poblado por indios Guachichiles, encabezados por un misionero franciscano. El 14 de febrero de 1829 se erigió como villa y el 27 de abril de 1877 como ciudad. Le fue otorgado el nombre de Galeana en honor a Hermenegildo Galeana, quien luchó en la guerra de Independencia.

## Clima
| Parámetros climáticos promedio de Galeana, Nuevo León (1650 msnm) | Parámetros climáticos promedio de Galeana, Nuevo León (1650 msnm) | Parámetros climáticos promedio de Galeana, Nuevo León (1650 msnm) | Parámetros climáticos promedio de Galeana, Nuevo León (1650 msnm) | Parámetros climáticos promedio de Galeana, Nuevo León (1650 msnm) | Parámetros climáticos promedio de Galeana, Nuevo León (1650 msnm) | Parámetros climáticos promedio de Galeana, Nuevo León (1650 msnm) | Parámetros climáticos promedio de Galeana, Nuevo León (1650 msnm) | Parámetros climáticos promedio de Galeana, Nuevo León (1650 msnm) | Parámetros climáticos promedio de Galeana, Nuevo León (1650 msnm) | Parámetros climáticos promedio de Galeana, Nuevo León (1650 msnm) | Parámetros climáticos promedio de Galeana, Nuevo León (1650 msnm) | Parámetros climáticos promedio de Galeana, Nuevo León (1650 msnm) | Parámetros climáticos promedio de Galeana, Nuevo León (1650 msnm) |
| Mes                                                               | Ene.                                                              | Feb.                                                              | Mar.                                                              | Abr.                                                              | May.                                                              | Jun.                                                              | Jul.                                                              | Ago.                                                              | Sep.                                                              | Oct.                                                              | Nov.                                                              | Dic.                                                              | Anual                                                             |
| ----------------------------------------------------------------- | ----------------------------------------------------------------- | ----------------------------------------------------------------- | ----------------------------------------------------------------- | ----------------------------------------------------------------- | ----------------------------------------------------------------- | ----------------------------------------------------------------- | ----------------------------------------------------------------- | ----------------------------------------------------------------- | ----------------------------------------------------------------- | ----------------------------------------------------------------- | ----------------------------------------------------------------- | ----------------------------------------------------------------- | ----------------------------------------------------------------- |
| Temp. máx. abs. (°C)                                              | 30.0                                                              | 33.0                                                              | 38.0                                                              | 36.0                                                              | 39.0                                                              | 37.0                                                              | 35.0                                                              | 36.0                                                              | 33.0                                                              | 32.0                                                              | 34.0                                                              | 33.0                                                              | 39.0                                                              |
| Temp. máx. media (°C)                                             | 19.5                                                              | 22.0                                                              | 24.1                                                              | 26.4                                                              | 28.6                                                              | 28.2                                                              | 28.4                                                              | 27.6                                                              | 24.8                                                              | 23.2                                                              | 21.2                                                              | 19.9                                                              | 24.5                                                              |
| Temp. media (°C)                                                  | 12.8                                                              | 14.9                                                              | 17.0                                                              | 18.8                                                              | 21.1                                                              | 21.3                                                              | 21.4                                                              | 20.7                                                              | 18.8                                                              | 16.5                                                              | 14.8                                                              | 13.2                                                              | 17.6                                                              |
| Temp. mín. media (°C)                                             | 6.0                                                               | 7.8                                                               | 9.9                                                               | 11.2                                                              | 13.5                                                              | 14.4                                                              | 14.4                                                              | 13.9                                                              | 12.7                                                              | 9.9                                                               | 8.3                                                               | 6.5                                                               | 10.7                                                              |
| Temp. mín. abs. (°C)                                              | -4.0                                                              | -7.0                                                              | -4.0                                                              | 2.5                                                               | 3.0                                                               | 6.0                                                               | 6.0                                                               | 6.0                                                               | 2.0                                                               | 0.0                                                               | -5.0                                                              | -8.0                                                              | -8.0                                                              |
| Precipitación total (mm)                                          | 15.3                                                              | 14.0                                                              | 20.7                                                              | 23.8                                                              | 51.5                                                              | 85.2                                                              | 80.7                                                              | 59.9                                                              | 120.3                                                             | 48.3                                                              | 16.3                                                              | 16.9                                                              | 552.9                                                             |
| Días de precipitaciones (≥ 1.0 mm)                                | 2.0                                                               | 2.0                                                               | 2.8                                                               | 3.5                                                               | 6.4                                                               | 6.9                                                               | 7.1                                                               | 6.4                                                               | 8.8                                                               | 4.5                                                               | 2.5                                                               | 1.8                                                               | 54.7                                                              |
| Fuente: Comisión Nacional del Agua                                |                                                                   |                                                                   |                                                                   |                                                                   |                                                                   |                                                                   |                                                                   |                                                                   |                                                                   |                                                                   |                                                                   |                                                                   |                                                                   |

## Cultura
La cabecera municipal es un pueblo pintoresco que celebran dos ferias anuales: la de San Pablo apóstol, santo patrono, del 15 al 25 de enero. Se realizan procesiones, pastorelas y pirotecnia, para concluir con una feria regional. Además, del 15 al 20 de septiembre se celebra la Feria de la Papa y de la Manzana.
El “Corrido a Galeana” es un tema musical característico del municipio, compuesto por la Rondalla Magisterial de Galeana.
Se pueden encontrar artesanías como tejidos de ixtle y lechuguilla, cobijas, jorongos y artículos tallados en madera.
En cuanto a la gastronomía, son muy famosos los guisos con papas de Galeana, asado de puerco, carne asada y nopales. Es muy común el uso de chile del monte y chile serrano en los platillos. Se producen quesos de leche de vaca o cabra en sus diferentes formas. En Semana Santa es tradición que se consuman los chicales (un guiso elaborado con elote macizo, chile colorado y especias). Se elaboran dulces de calabaza, de chilacayote, conservas de durazno, manzana, ciruelas, higos, dulces de leche quemada, entre otros. Una de las bebidas más representativas es el vino la Chona, el cual está comenzando a destilarse en el municipio.
Las famosas papas de Galeana es una variedad que también se le conoce como papa del monte. Es una papa regional muy pequeña, que se cree existió de forma silvestre desde la época prehispánica. En Monterrey se le conoce como papa de Galeana, que es el nombre del pueblo donde se encuentra. Alcanza un alto costo y no se encuentra todo el año. Es de pulpa amarillenta y se puede comer pelada o con todo y cáscara.

## Turismo
En Galeana se pueden encontrar algunos restaurantes de comida regional como La Casona del General y Restaurante Plaza. Hay dos gasolineras, tiendas de abarrotes, servicios médicos y servicio de autobuses a Matehuala, Doctor Arroyo y Linares (Nuevo León). Desde esta población se pueden contratar los servicios de guías para conocer las principales atracciones de los alrededores.
La plaza principal se yergue la iglesia de San Pablo, cuya construcción data del siglo XVIII.

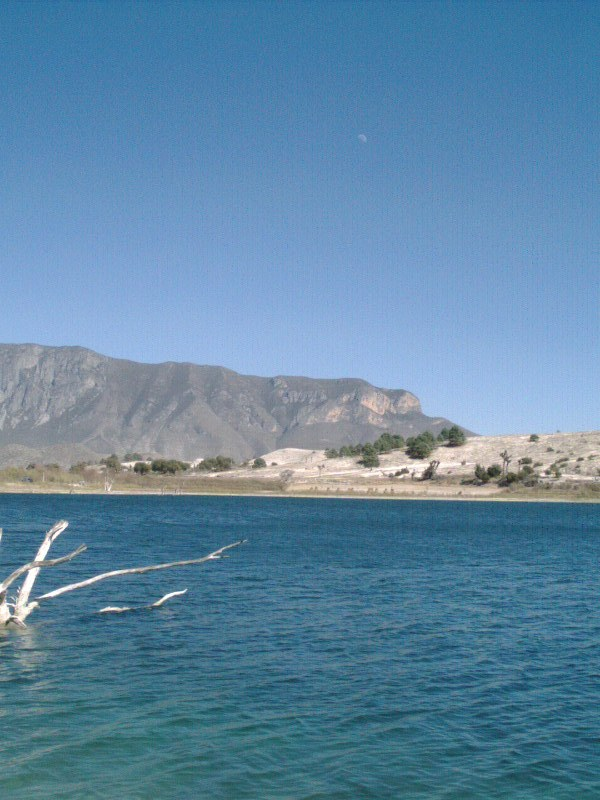
Laguna de Labradores en Galeana, Nuevo León

Cerca de la cabecera municipal se encuentra la Laguna de Labradores, donde la pesca desde la ribera o en lancha es una de las actividades recurrentes. Se pueden encontrar especies como la carpa, trucha arco iris, bagre, mojarra y robaleta. La laguna se formó por fallas del subsuelo y tiene una profundidad calculada entre los 200 y 300 metros. Se organizan bailes y torneos informales.
El cenote conocido como Pozo del Gavilán, que tiene aproximadamente 80 metros de hondura y 120 metros de radio. Se pueden contratar servicios de deportes extremos para realizar actividades como rápel y kayak dentro de las aguas turquesas del cenote.

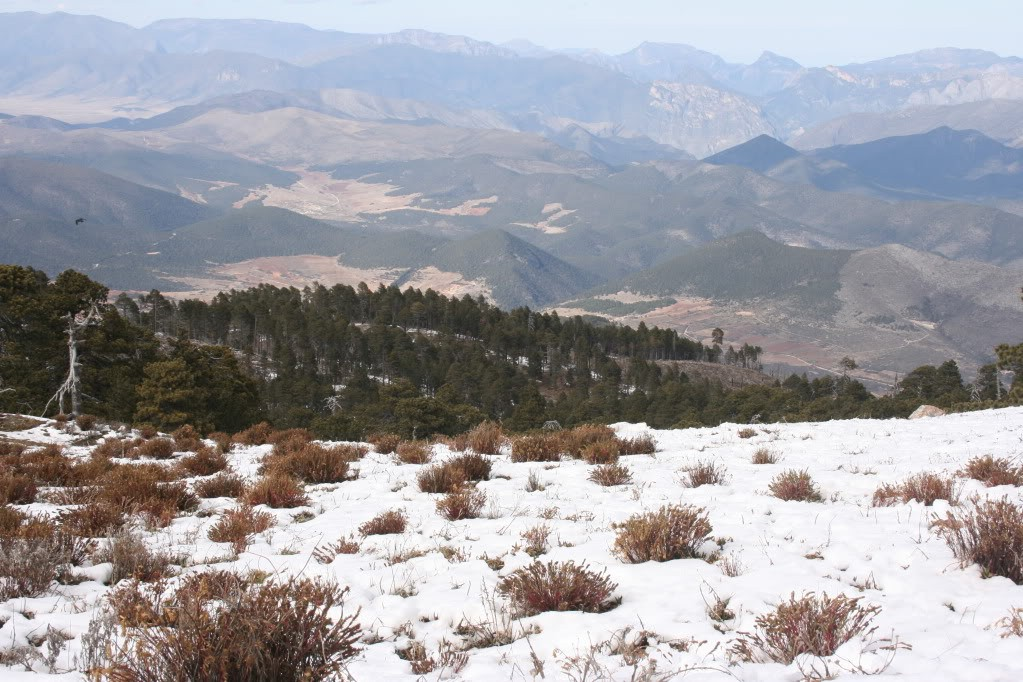
Cerro del Potosí en Galeana, Nuevo León

Aproximadamente a 15 km al suroeste de la cabecera municipal de Galeana, se ubica el Cerro El Potosí. Es la cima de la Sierra Madre Oriental, por ende la más alta de Nuevo León con más de 3700 metros de altura sobre el nivel del mar.  En el año 2000 el Cerro del Potosí fue declarado legalmente como Área Natural Protegida por el gobierno del Estado. Ahí se pueden encontrar bosques de oyamel, hayarín, pino, encino y madroños. Desde la cima es posible divisar el cinturón de montañas de la Sierra Madre Oriental, así como la Laguna de Labradores y el Pozo del Gavilán. El trayecto a pie o caballo hasta la cima de cerro del Potosí a partir del ejido San Franscisco de los Blanco es muy interesante, y en invierno obsequia a la vista paisajes nevados.
Se puede encontrar la formación geológica conocida como El Puente de Dios, que es un arco natural de 15 metros de altura y 30 de ancho formado por la acción del agua, creando altas paredes verticales y profundos precipicios. Para llegar a este lugar es necesario tomar la terracería hasta Rayones. Manejar siete kilómetros más y tomar la derecha en la bifurcación, un kilómetro más adelante se encuentra este lugar.
El poblado cuenta con al menos tres hosterías simples y que son El Gran Hotel Laguna de Labradores, a 10 km del centro de Galeana; El Jardín Colonial ubicado en el centro y el Hotel Magdalena, junto a la Presidencia municipal.

## Desarrollo económico
Las actividades agropecuarias proveen la base económica de la mayoría de la población. Se cultiva maíz, trigo, tomate, papa y manzana, entre otros cultivos. Predomina la agricultura de riego, ya que las precipitaciones son escasas e impredecibles en la mayoría del territorio. Hay una discreta actividad ganadera, limitada por la ausencia de buenos pastos. La actividad industrial es casi nula. La talla de la "lechugilla", una planta cactácea típica del altiplano mexicano de la que se obtiene una fibra, es una fuente muy modesta de ingresos para algunos de los pobladores.

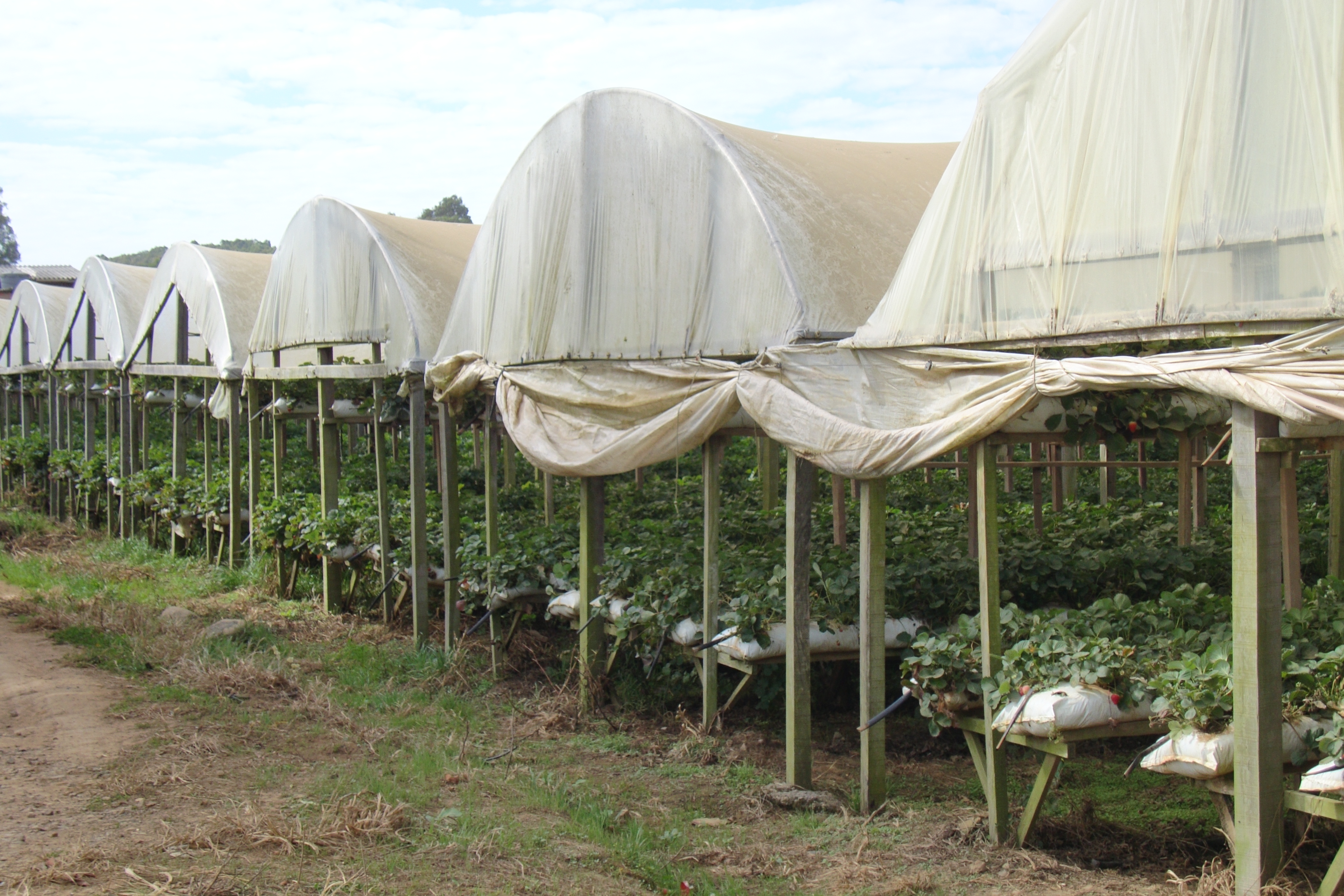
Cultivo Hidropónico

En octubre de 2010, el gobierno de Nuevo León arrancó un complejo de agricultura protegida, de capital privado y social, con capacidad efectiva de 214 hectáreas de invernaderos. También se ha ido fortaleciendo la propuesta de trabajar en horticultura hidropónica. La empresa Hydroponic Green Valley Produces, situada en Galeana, comenzó a producir tomate por medio de hidroponia (tecnología de cultivo) en un total de 40 hectáreas de invernadero. Adquirieron maquinaria holandesa para equipar y automatizar los invernaderos y genera alrededor de 400 empleos directos. El 90 % de su producción es destinada a los mercados de Estados Unidos y Canadá.
La actividad minera en Galeana es una de los sectores económicos más recientes. Se ha impulsado la explotación de barita, arcillas, alabastro y calizas, principalmente. Son minerales que se usan para fabricar losetas y tabiques refractarios como complemento de la construcción, así como lámparas y artículos decorativos.
Los yacimientos de alabastro en Galeana son considerados como unos de los mejores del mundo. Como parte de las actividades de celebración del 20 aniversario de CONARTE se realizó la exposición “Tu Mirada Alabastrina” donde participaron 39 artistas y artesanos con alrededor de 70 obras. También se organizó un taller con el maestro Francisco Charles, originario de Galeana y ganador del Premio Popular de Arte en lapidaria por su trabajo con este material.

## Áreas naturales protegidas
En el decreto emitido por el entonces gobernador Fernando Canales Clariond el 24 de noviembre de 2000, se determinaron 23 Áreas Naturales Protegidas dentro del Estado de Nuevo León entre ellas el Cerro El Potosí. Adicionalmente, en el decreto publicado el 14 de enero de 2002 se incluyeron 3 áreas más para proteger poblaciones de perrito de la pradera Cynomys mexicanus: La Trinidad, La Hediondilla y Llano La Soledad.

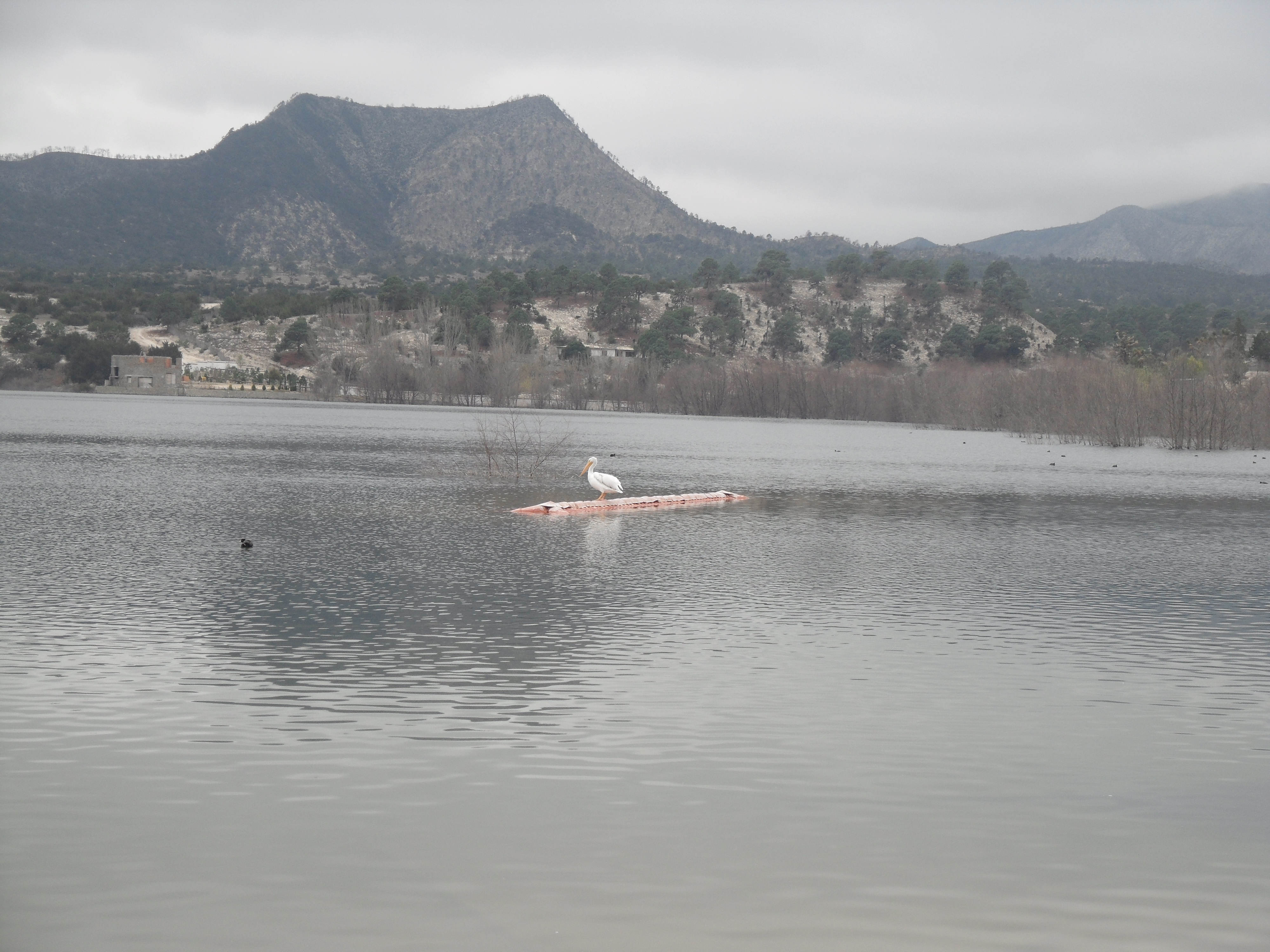
Laguna de Labradores, en Galeana Nuevo León.